# Aït Melloul
Aït Melloul (arabisch أيت ملول, DMG Ayt Mllūl; taschelhit ⴰⵢⵜ ⵎⵍⵍⵓⵍ Ayt Mllul, deutsch ‚die weißen Leute‘) ist mit ca. 220.000 Einwohnern die größte Stadt (municipalité) der Präfektur Inezgane-Aït Melloul in der Umgebung von Agadir im Südwesten Marokkos.

## Lage
Aït Melloul liegt in einer Höhe von nur ca. 15 m ungefähr 20 km (Fahrtstrecke) südöstlich von Agadir auf dem Südufer des Oued Souss im Westen der Souss-Ebene; die Nachbarstadt Inezgane befindet sich nur 10 km westlich. Das Klima in Aït Melloul ist meist heiß und trocken; Regen (ca. 150 mm/Jahr) fällt nur selten.

## Bevölkerungsentwicklung
| Jahr      | 1994   | 2004    | 2014    | 2024    |
| Einwohner | 82.825 | 130.370 | 171.347 | 210.870 |

Der rapide Bevölkerungsanstieg ist im Wesentlichen auf die Zuwanderung von Berberfamilien aus den umliegenden Bergregionen des vom Klimawandel stark betroffenen Antiatlas zurückzuführen.

## Wirtschaft
War der Ort ehedem eine kleine Bauerngemeinde im Westen der Souss-Ebene, so spielen mittlerweile Handel, Handwerk und diverse Dienstleistungsunternehmen die dominierende wirtschaftliche Rolle.

## Geschichte und Sehenswürdigkeiten
Über die frühere Geschichte des Ortes ist nichts bekannt; die großzügig angelegte moderne Stadt mit ihren – über einem als Garage, Lager oder Geschäft dienenden Erdgeschoss – meist dreistöckigen Wohn- und Geschäftshäusern und ihrem geradlinig verlaufenden Straßennetz verfügt über keinerlei historisch oder kulturell bedeutsame Sehenswürdigkeiten.

## Persönlichkeiten
- Walid Azaro (* 1995), Fußballspieler